# Pinoyscincus mindanensis
Espèce
Synonymes
- Sphenomorphus mindanensis Taylor, 1915

Statut de conservation UICN

 NT  : Quasi menacé
Pinoyscincus mindanensis est une espèce de sauriens de la famille des Scincidae.

## Répartition

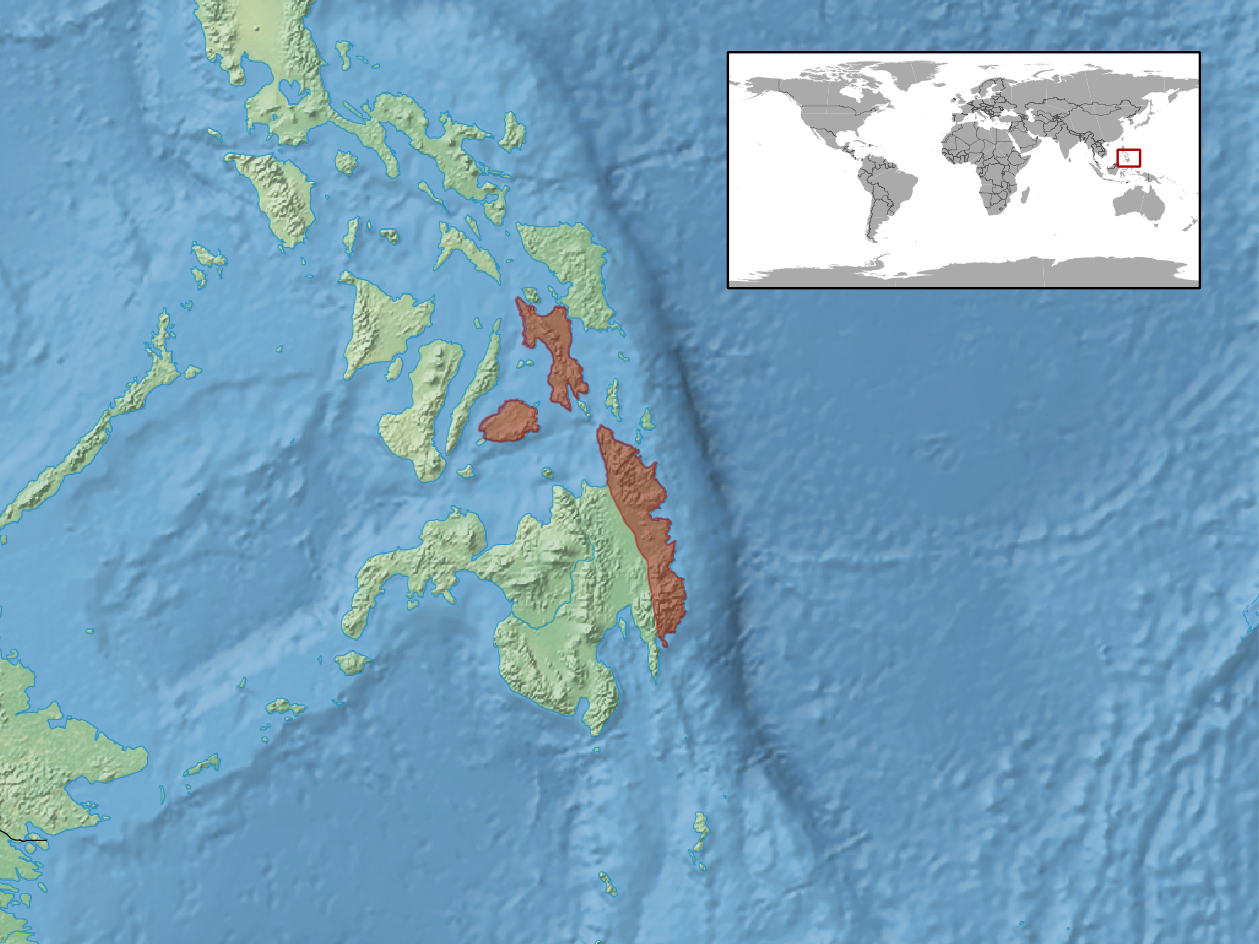
Répartition de l'espèce.

Cette espèce est endémique des Philippines. Elle se rencontre sur les îles de Mindanao, de Leyte et de Bohol.

## Étymologie
Son nom d'espèce, composé de mindan et du suffixe latin -ensis, « qui vit dans, qui habite », lui a été donné en référence au lieu de sa découverte : l'île de Mindanao.

## Publication originale
- Taylor, 1915 : New species of Philippine lizards. Philippine Journal of Science, vol. 10, p. 89-109 (texte intégral).